# 丰塔尼勒-科尔尼永
丰塔尼勒-科尔尼永（法語：Fontanil-Cornillon，法語發音：[fɔ̃tanil kɔʁnijɔ̃]）是法国伊泽尔省的一个市镇，位于该省西北部，省会格勒诺布尔市区西北，属于格勒诺布尔区。

## 历史
该市镇于1818年由原市镇丰塔尼勒（Fontanil）和丰塔尼勒附近科尔尼永（Cornillon-près-Fontanil）合并而成，合并之后的市镇名仍为“丰塔尼勒”，直到1941年才更名为今天的“丰塔尼勒-科尔尼永”（Fontanil-Cornillon）。

## 地理
丰塔尼勒-科尔尼永（45°15'20"N, 5°39'55"E）面积5.5 平方千米，位于法国奥弗涅-罗讷-阿尔卑斯大区伊泽尔省，该省份为法国东南部内陆省份，北起顺时针与安省、萨瓦省、上阿尔卑斯省、德龙省、阿尔代什省、卢瓦尔省和罗讷省。
与丰塔尼勒-科尔尼永接壤的市镇（或旧市镇、城区）包括：沃雷普、蒙圣马丹、诺亚雷、普罗韦雪、圣埃格雷沃。
丰塔尼勒-科尔尼永的时区为UTC+01:00、UTC+02:00（夏令时）。

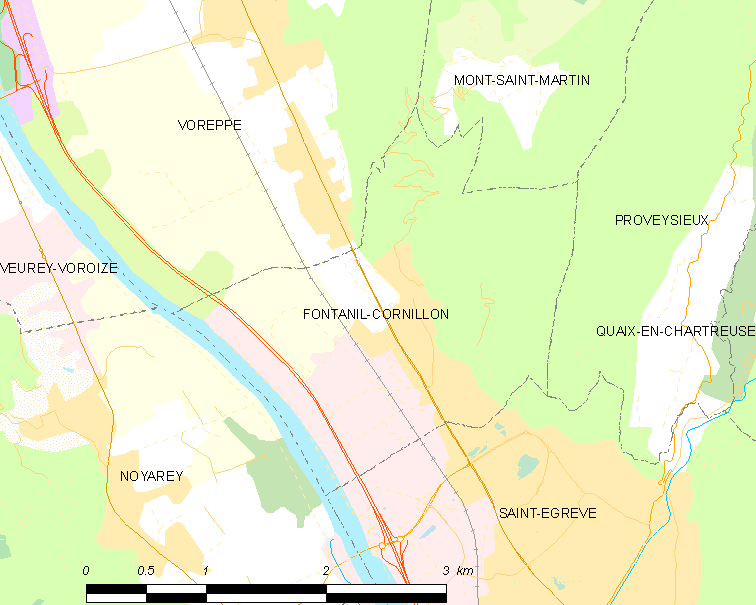
丰塔尼勒-科尔尼永的OSM定位图

## 行政
丰塔尼勒-科尔尼永的邮政编码为38120，INSEE市镇编码为38170。

## 政治
丰塔尼勒-科尔尼永所属的省级选区为格勒诺布尔第二县。

## 人口

1962-2008年间丰塔尼勒-科尔尼永人口变化图示

丰塔尼勒-科尔尼永于2022年1月1日时的人口数量为3410人。